# Katodoluminiscence

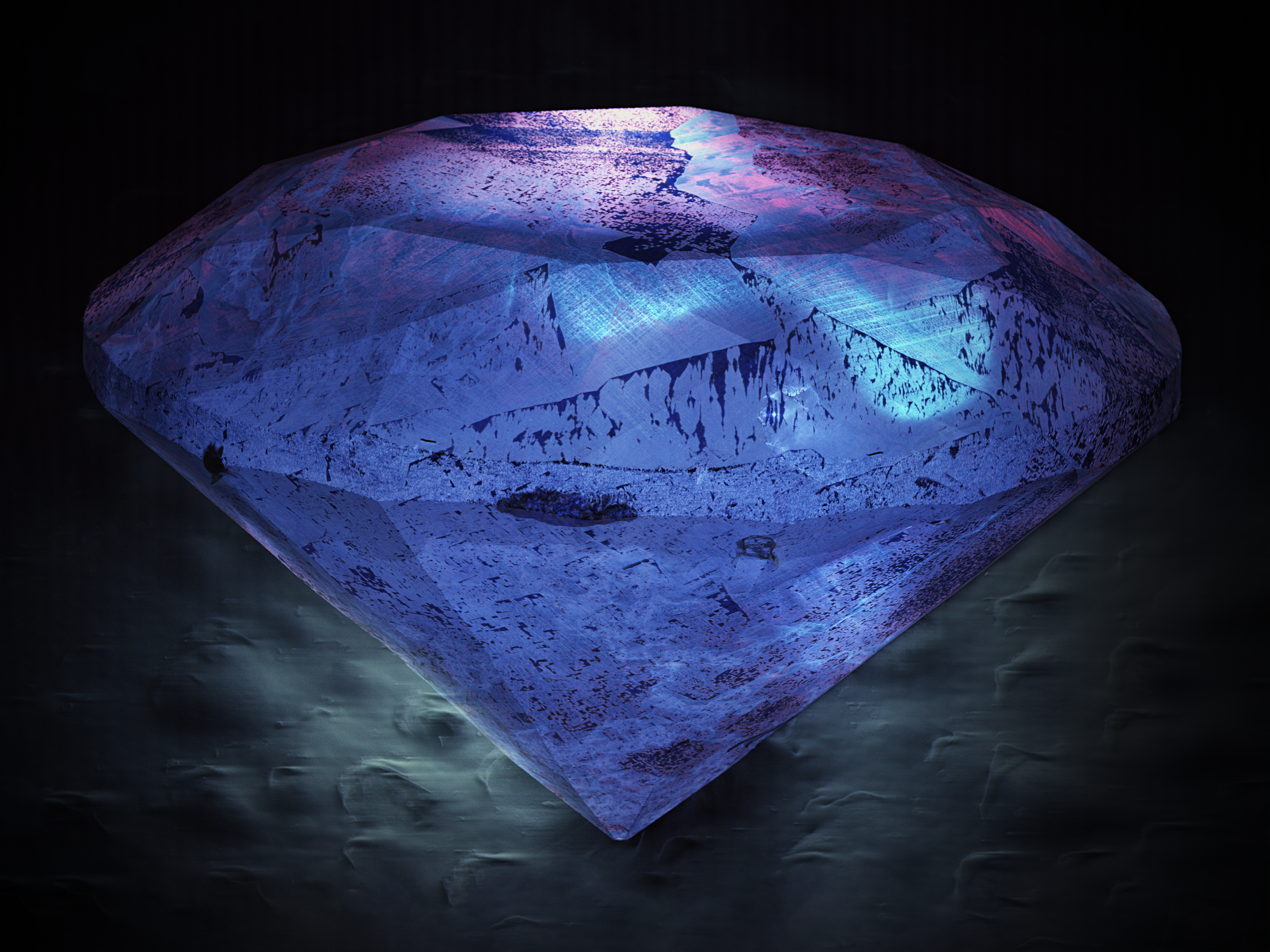
Snímek diamantu získaný detektorem katodoluminiscence v elektronovém mikroskopu

Katodoluminiscence je optický a elektromagnetický jev, při kterém elektrony dopadající na luminescentní materiál (luminofor), vyvolávají vyzařování fotonů, jejichž vlnové délky mohou být ve viditelném spektru. Známým příkladem je vytváření obrazu pomocí proudu elektronů dopadajícího na stínítko speciální katodové trubice neboli obrazovky, na němž je nanesena vrstva luminoforu, která po dopadu elektronů vytváří viditelné světlo (zářící body). To je princip televize. Katodoluminiscence je opakem fotoelektrického jevu, při němž je emise elektronů vyvolána ozařováním fotony.
Katodoluminiscence je tedy elektromagnetické záření, jež má různou intenzitu a vlnovou délku. Jeho charakter je značně ovlivněn obsahem různých prvků, případně defekty krystalové mřížky jednotlivých fází. Díky tomuto jevu je v některých případech možné pozorovat zonalitu související s přítomností stopových prvků či s deformací krystalové mřížky a rekrystalizací, která je jinými metodami nepozorovatelná.